# Karel Dostál (politik)
Karel Dostál (15. května 1834 Praha – květen 1918 Vídeň) byl rakouský právník a politik české národnosti, v 2. polovině 19. století poslanec Říšské rady a předák české menšiny ve Vídni.

## Biografie
Jeho otec byl majitelem statku Velké Všelisy. Později koupil velkostatek Čížkovice na Litoměřicku. Karel studoval gymnázium v Litoměřicích a pak na staroměstském a malostranském gymnáziu v Praze. Vystudoval práva na Karlo-Ferdinandově univerzitě v Praze, kde získal titul doktora práv. Nastoupil pak jako koncipista do vídeňské advokátní kanceláře Eugena Megerleho von Mühlfelda. Roku 1868 si ve Vídni otevřel samostatnou advokátní praxi. Publikoval odborné články, přispíval do časopisu Právník.
Byl veřejně a politicky činný. Patřil mezi vlivné vídeňské advokáty a představitele tamní české menšiny. Byl starostou vídeňského Sokola a spoluzakladatelem tamní Slovanské besedy. Podílel se na obhajobě menšinových práv vídeňských Čechů. Zasloužil se o rozhodnutí správního soudu, který uznal češtinu na zemskou řeč v Dolních Rakousích. V březnu 1897 mu byl udělen Řád železné koruny III. třídy. Pro svou velkou tělesnou výšku, dlouhý krk a vyčnívající nos měl přezdívku žirafa.
Zasedal jako poslanec Říšské rady (celostátního parlamentu Předlitavska), kam nastoupil doplňovacích volbách roku 1882 za kurii městskou v Čechách, obvod Tábor, Pacov atd. Slib složil 5. prosince 1882. Mandát zde obhájil ve volbách roku 1885 a volbách roku 1891. Ve volebním období 1879–1885 se uvádí jako Dr. Karl Dostal, advokát, bytem Vídeň. Jako poslanec se zasadil o výstavbu úseku železniční transverzálky z Tábora přes Pelhřimov do Humpolce.
Na Říšskou radu usedl jako kandidát Českého klubu (jednotné parlamentní zastoupení, do kterého se sdružili staročeši, mladočeši, česká konzervativní šlechta a moravští národní poslanci). I po volbách v roce 1885 se na Říšské radě připojil k Českému klubu. Sám byl členem staročeské strany. Ve volbách do Říšské rady roku 1891 byl jedním ze dvou staročechů (kromě něj ještě Leopold Pollak), kteří získali mandát. Zbylí kandidáti byli poraženi mladočeskými konkurenty.
Zemřel v květnu 1918. Nekrolog z 27. května 1918 mluví o tom, že zemřel v těchto dnech.